# 크로아티아어 위키백과

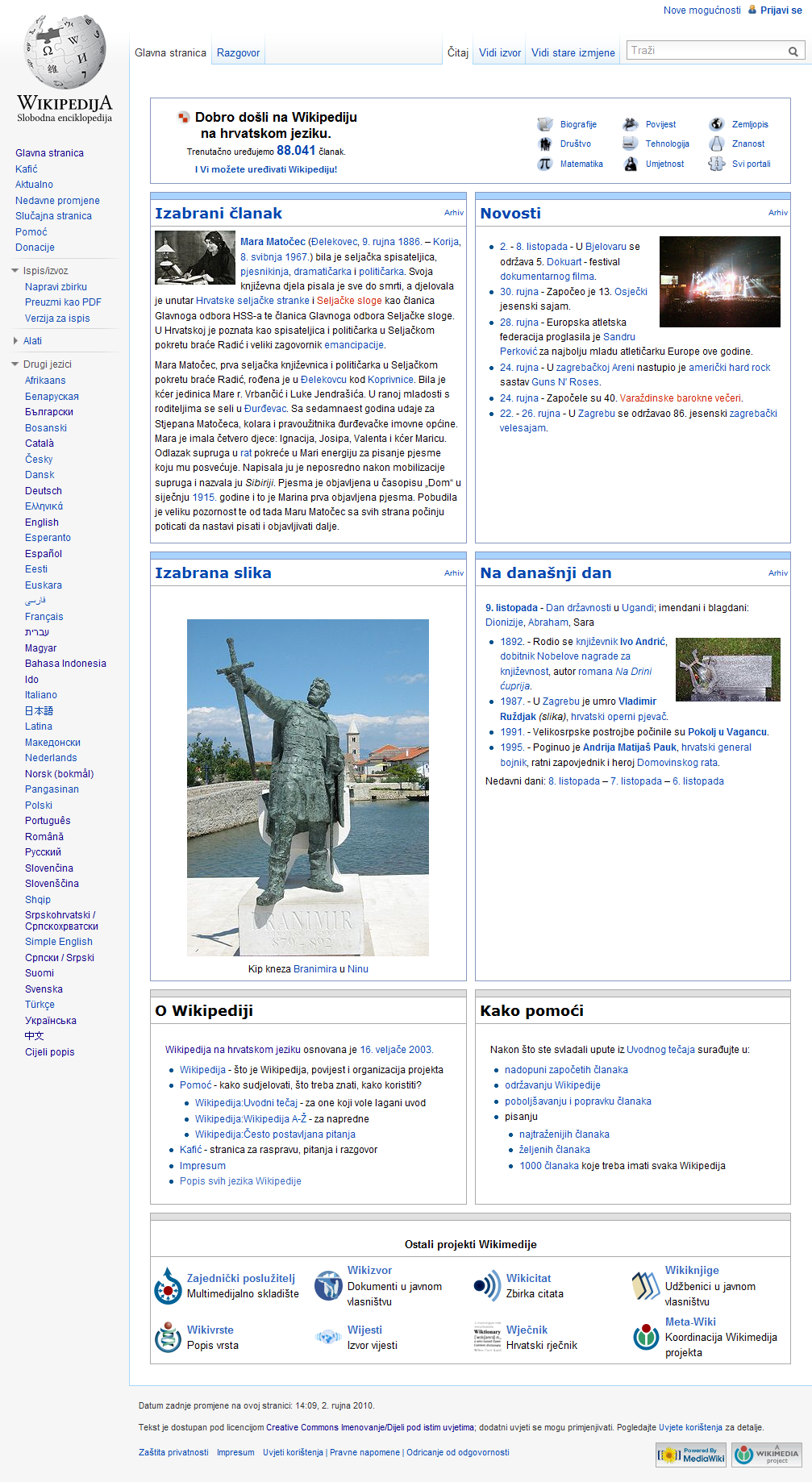

크로아티아어 위키백과(크로아티아어: Wikipedija na hrvatskom jeziku)는 크로아티아어 버전의 위키백과이다. 2009년 4월 현재 문서 수는 약 5만 6천개이며, 위키백과 중 37번째로 크다. 기호는 hr이다.